# シングル磁気記録方式

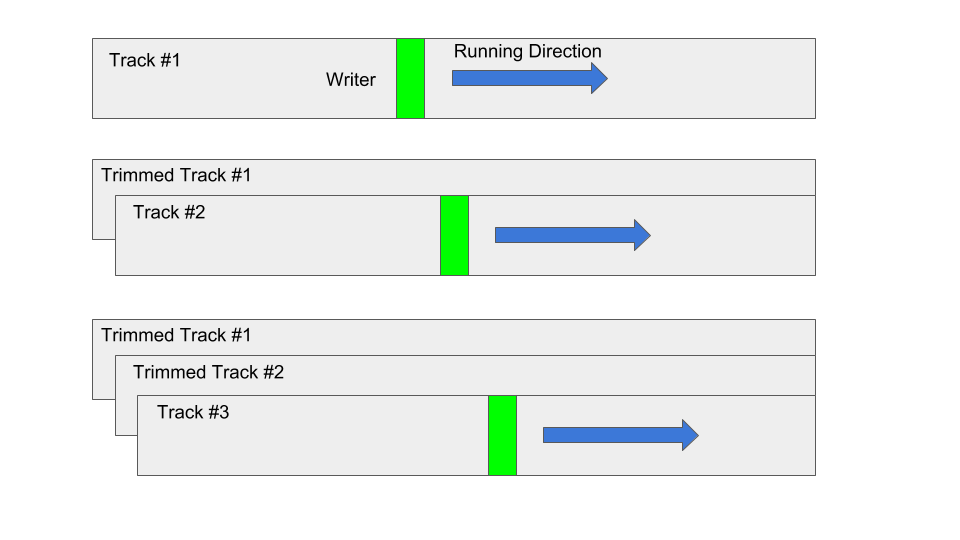
SMRで磁気ヘッドよりも狭いトラックが記録されていく過程

シングル磁気記録方式（シングルじききろくほうしき、Shingled Magnetic Recording: SMR）とは、主にハードディスクドライブ（HDD）で利用される高記録密度化のための磁気記録方式。瓦磁気記録方式とも呼ばれる。
「シングル（Shingle）」は屋根や壁面に使われるこけら板や石綿板を指し、単数を指すSingle ではない。

## 概要
ハードディスクの記録密度を高めるには、ディスクの径方向のトラック幅をいかに狭くできるかが重要な鍵となる。これは磁気ヘッドの幅を狭めなければならない事を意味する。しかしながら、これは磁気ヘッドから漏れ出す磁界の強度低下を引き起こし、媒体を十分磁化できなくなる（= データを記録できなくなる）というジレンマを抱えていた。
シングル記録方式では、幅広の磁気ヘッドを用いながらも、その幅よりも細いトラックを媒体に書く事が可能である。トラックを記録する際に、これらが重なり合う（オーバーラップ）するようにデータを記録する仕組みを採用しているためである。記録されたトラックはあたかも「瓦（Shingle）」を重ね合わせる屋根の工法（杮葺）のように見えることから、シングル（瓦）記録方式と呼ばれる。
幅広の磁気ヘッド、厳密には磁極の角に特に強い磁界が集中する特性を利用した専用形状の磁気ヘッドを搭載する。再生素子に関しては大きな変更を要求しない。
同技術は2009年にR.Woodらによって提唱され、シーゲイト・テクノロジーは2014年に世界初となる製品を発表。記録密度を25%向上することに成功した。

## 性能と用途

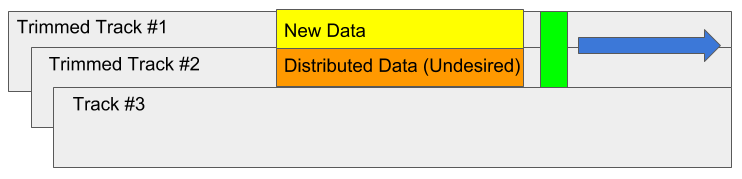
SMRではデータの部分的な更新は難しい。書き換える必要のない隣接トラックにまでデータが書き込まれてしまうため

シーケンシャルな書き込みに特化しており、従来磁気テープが得意としてきたバックアップやアーカイブ用途に向いている。特に磁気テープは、データの頭出しに数十秒オーダーの時間がかかる難点があり、バックアップやアーカイブであってもこれらの遅延を避け、素早くデータを取り出したい場合に有用である。実際に、メーカーは当該製品を「Archive HDD」と銘打って販売している。
原理上、データの部分的な更新（ランダム書き込み）はスループットが遅いというデメリットがある。書き込み用磁気ヘッドの幅がトラックの幅より広いため、ある1本のトラックのセクタを上書きしたい場合であっても、複数のトラックにまたがってデータを書き換えてしまう事に起因する。
更新を可能にするために、ドライブマネージド型のドライブではキャッシュを利用するが、キャッシュのクリア作業が予期せぬタイミングで起きたり、キャッシュ容量を使い切った後は書き込み速度が大幅に低下する事が知られており、性能面で完全な解決には至っていない。そもそもシーケンシャルな書き込みしか受け付けず、ランダム書き込みにはエラーをホスト（OS）に返すホストマネージド型の仕様も策定されつつある。
システム用途やデータベース用途などのランダムアクセス書き込みが多い用途には不向きであるが、メーカー各社ではキャッシュの設計を工夫することでこれらの欠点を補っている。なお、パーティションに置かれるファイルシステムのインデックスも一般にはデータベースの一種である。
読み取り性能はシーケンシャル・ランダムアクセス共に通常のハードディスクと同等の性能が期待できる。

## Western DigitalによるSMRへの予告無き変更
2020年4月頃にウエスタンデジタルがネットワークアタッチトストレージ（NAS）向けに製造していたWD REDシリーズがユーザーへの予告無くSMRに変更されていた事が発覚した。
前述の通り、SMRは従来のCMRに比べると書き込み性能に劣るものの、記録密度が上がる事により容量あたりのコストは低減する。また、プラッタの外周の一部にCMR方式の書き込みを行うエリアを設けキャッシュとして利用する等の技術により一般的な使用では従来のCMRと遜色ない使い勝手を実現している。このことから、各社は既存のHDDのラインナップを順次CMRからSMRに変更しており、例としては2018年の時点でシーゲイト・テクノロジーが製造する一般ユーザー向けのBarraCudaシリーズで2TBのプラッタを採用した製品は全てSMR方式であった。
しかし、NASにおいてはRAIDの同期などSMRが苦手とするランダム書き込みが発生し、特にファイルシステムにZFSを利用している場合は大きなパフォーマンス低下が発生する。また、ウェスタンデジタルは2015年の時点でこの事を把握していたにもかかわらず、ユーザーへの告知無くNAS向けとされるWD RedシリーズをSMRに変更していたため、大きく批判される事となった。また、NASベンダーにも通知していなかったため、NASベンダーは（CMRと信じて）当該のHDDを互換品リストに加えたままであった。問題発覚後、このベンダーは互換品リストから除外した。
批判を受け、ウェスタンデジタルは公式ブログにて釈明の記事を掲載した。ただし、「当該製品はSOHOなどのロードワークが軽い用途向けである。」「上位機種であるWD Red PlusはCMRであり、2T～6TBのラインナップを追加する。」といった内容であり、謝罪では無かった。また、WD Red以外の製品については詳細が不明であった。さらなる批判を受け4月22日にWD Blackシリーズなどの他のラインナップを含めたリストを公開した。ただし、製品ページに表記は無く、当該ブログを閲覧するかサポートページにアクセスしスペックシートを入手する必要がある。
この件を受け、競合であるシーゲートは全ての機種のリストを公開した。ウェスタンデジタルと異なり、NAS向けのラインアップにはSMRは一切搭載されておらず、また将来においても通知無く変更する事は無いとしている。また、NAS向けのHDDは製品ページにCMRと明記されており、その他の製品も製品ページより比較的簡易にアクセスできるスペックシートから判別可能である。

## 分類
ホストコンピュータに対して、SMRドライブをどのように見せるかで分類が分かれ、それぞれ仕様が策定されている。
SMR領域のトラックを上書きする場合、後続のトラックも上書きされるため、続いて書き直す必要がある。SMR領域の全てのトラックが瓦書きされていた場合、ドライブの最後のトラックまで書き直さねばならず、非現実的である。そのため、SMR領域のトラックを複数本まとめて「バンド」と呼ばれる領域に区切り、バンドの最後のトラックのみは幅広くても良い事を許可することで、再書き込みを実現可能としている。

### ドライブマネージド
ホストはSMRドライブを従来のドライブと同様に扱える。SMR特有の処理はドライブ内部で処理されるため、既存のソフトウエア資産を変更すること無く利用できる利点がある。
前述のデータ更新に関する問題を解決するために、ディスク上に専用のキャッシュ領域を設ける。この領域では重ね書きが行われず従来通りの記録方式となり、トラック幅はSMR領域よりも広く記録密度は低い。書き込まれるデータは、一旦キャッシュに保存され、その後、一括してSMR領域へ保存される。また、SMR領域にしかないデータの更新作業は、1. 上書きしたいデータ全体を読み出し、2. キャッシュ領域へ書き出し、3. キャッシュ領域のデータを更新、4. 元のSMR領域に書き直すという煩雑な手順が必要となるものの、作業自体は可能である。キャッシュからSMR領域への反映は、ホストからの書き込み/読み込み命令とは非同期に自動で行われる。
キャッシュのクリア はドライブ内で全て処理されるため、ホストの書き込み/読み込み命令と何ら関係のないタイミングで起こる。これは前述の大幅な性能低下に繋がる可能性がある。また、シーケンシャル書き込みに特化しているものの、キャッシュ容量を超える連続した書き込み要求があると、キャッシュからSMR領域への転送を待たねばならないため、性能低下が起こる。
ドライブマネージドの書き込み性能は、連続書き込み量とキャッシュ容量に左右される。また、キャッシュからSMR領域へのランダム書き込み性能はバンドのサイズに左右される。書き込みが連続、高密度かつ大量に発生するようなシーケンシャルバックアップ用途には向かない。

### ホストマネージド
ホストがSMRドライブに適した命令を送る事が前提とされる。既存のファイルシステムやアプリケーション（OS）の変更が必要という問題があるものの、ドライブマネージド型の抱える性能面での課題を解決する。
このタイプでは、シーケンシャル・ライト・オンリー・ゾーンが仕様上必須である。ホストはシーケンシャルな書き込み要求のみをここに書き込む事が許され、それ以外の要求はドライブがエラーを返す。ランダム書き込み要求も考慮して、通常の記録方式が用いられるゾーン（Conventional Zone）もオプションで設けてもよい。
これら制御を可能にするコマンドは、情報技術規格国際委員会（INCITS）のT10及びT13委員会が策定している。SCSIに対してはZBC（Zoned Block Commands）というコマンド群が、SATAに対してはZAC（Zoned ATA Commands）がある。
2017年、HGSTはホストマネージ型のハードドライブのサンプル出荷を開始した。

### ホストアウェア
ドライブマネージドとホストマネージドの両方の性質を兼ね備える。ホストマネージド用コマンドを使用する高い性能のシーケンシャル書き込みを行える一方、従来のコマンドを使用しランダム書き込みを行ってもエラーにならずにドライブへ書き込まれる。